# Paris, Palace Hôtel
Pour plus de détails, voir Fiche technique et Distribution.
Paris, Palace Hôtel est un film franco-italien réalisé par Henri Verneuil et sorti en 1956.

## Synopsis
Françoise est manucure dans un grand hôtel parisien, le "Paris Palace Hôtel". Après avoir prodigué des soins à un quinquagénaire riche et distingué, Monsieur Delormel, elle est abordée à la sortie de l'hôtel par Gérard, un jeune garçon sympathique, qui lui propose de la raccompagner dans une somptueuse voiture américaine. Méfiante envers les hommes qui fréquentent l'hôtel et leur comportement envers les manucures, Françoise se présente alors comme une riche résidente de l'hôtel, fille de Monsieur Delormel.
Gérard est en fait mécanicien dans un garage et est venu récupérer la voiture d'un client, mais ne voulant pas être en reste, il se présente comme un important fabricant de réfrigérateurs. Monsieur Delormel, amusé et indulgent, entre également dans la combinaison des mensonges et permet aux amoureux de passer un excellent Noël en dépit d'une escale pas trop méchante au commissariat.

## Fiche technique
- Titre : Paris, Palace Hôtel
- Réalisation : Henri Verneuil
- Scénario et adaptation : Charles Spaak, Henri Verneuil
- Dialogues : Charles Spaak
- Décors : Jean d'Eaubonne, assisté de Jacques Gut, Pierre Duquesne et Marc Frédérix
- Costumes : Tanine Autre ; Christian Dior
- Photographie : Philippe Agostini
- Son : Jacques Lebreton, assisté de Fernand Janisse et Charles Akerman
- Montage : Louisette Hautecoeur, assistée de Denise Natot
- Musique : Paul Durand
  - Direction musicale : Raymond Chevreux (éditions Mondiamusic)
- Sociétés de production : Speva Films (Paris), Rizzoli Films (Rome)
- Société de distribution : Cinédis
- Format : couleur (Eastmancolor) - 35 mm - 1,37:1 -son mono
- Genre : Comédie
- Durée : 100 minutes
- Dates de sortie :
  - France : 19 octobre 1956
- Visa d'exploitation : 18042

## Production
Le tournage a eu lieu du 23 mai au 22 juillet 1956 dans les studios de Boulogne.